# 961
961 (CMLXI) var ett normalår som började en tisdag i den julianska kalendern.

## Händelser

### Okänt datum
- Håkon den gode stupar i slaget vid Fitjar och efterträds som kung av Norge av Harald Gråfäll.
- En urkund av Otto I gör en åtskillnad mellan teutoner och slaver.
- Otto II blir tysk kung.
- Abd ar-Rahman III efterträds av Al-Hakam II som kalif av Córdoba.

## Födda
- Sigmundur Brestisson, vikingahövding som införde kristendomen till Färöarna.
- Mahendradatta, drottning av Bali.

## Avlidna
- Håkon den gode, kung av Norge sedan 935 (stupad i slaget vid Fitjar).
- Helena Lekapene, bysantinsk kejsarinna.